# Persone di nome Michael/Calciatori
| Questa pagina contiene informazioni ricavate automaticamente dalle voci biografiche con l'ausilio del template Bio e di un bot. L'aggiornamento è periodico e automatico e ricostruisce completamente la pagina. Se manca una persona in questa lista, sei pregato di non aggiungerla, ma accertati piuttosto che la sua voce biografica contenga il template Bio e che i dati anagrafici siano correttamente compilati. Se il template Bio manca, inseriscilo tu stesso o, in alternativa, metti l'avviso {{tmp\|Bio}} che ne segnala la mancanza. Se i dati riportati sono sbagliati, correggi direttamente la voce biografica; le modifiche saranno visibili in questa lista entro pochi giorni. Per chiarimenti vedi il progetto antroponimi. La lista contiene solo le 289 persone che sono citate nell'enciclopedia e per le quali è stato implementato correttamente il template Bio. Pagina aggiornata al 6 ago 2025. |

Questa è una lista di persone presenti nell'enciclopedia che hanno il nome Michael e sono calciatori.

## A(12)
- Micky Adams, ex calciatore e allenatore di calcio inglese (Sheffield, n. 1961)
- Michael Agbekpornu, calciatore ghanese (Accra, n. 1998)
- Michael Almebäck, ex calciatore svedese (Stoccolma, n. 1988)
- Michael Ambichl, calciatore austriaco (Sankt Pölten, n. 1991)
- Michael Ameyaw, calciatore polacco (Łódź, n. 2000)
- Michael Anaba, ex calciatore ghanese (Kumasi, n. 1993)
- Michael Anicic, ex calciatore tedesco (Francoforte sul Meno, n. 1974)
- Ofosu Appiah, ex calciatore ghanese (Accra, n. 1989)
- Michael Arroyo, calciatore ecuadoriano (Guayaquil, n. 1987)
- Michael Ash, ex calciatore inglese (Sheffield, n. 1943)
- Mike Atkinson, ex calciatore inglese (York, n. 1994)
- Michael Seaton, calciatore giamaicano (Spanish Town, n. 1996)

## B(27)
- Michael Baidoo, calciatore ghanese (Accra, n. 1999)
- Mike Bailey, ex calciatore e allenatore di calcio inglese (Wisbech, n. 1942)
- Michael Baird, ex calciatore australiano (Brisbane, n. 1983)
- Michael Baldisimo, calciatore canadese (Vancouver, n. 2000)
- Michael John Ball, ex calciatore inglese (Liverpool, n. 1979)
- Michael Ballack, ex calciatore tedesco (Görlitz, n. 1976)
- Michael Barrantes, calciatore e ex giocatore di calcio a 5 costaricano (San José, n. 1983)
- Michael Barrios, calciatore colombiano (Barranquilla, n. 1991)
- Michael Gonçalves, calciatore svizzero (Basilea, n. 1995)
- Michael Battistini, calciatore sammarinese (n. 1996)
- Mick Baxter, calciatore inglese (n. 1956 - † 1989)
- Michael Beauchamp, ex calciatore australiano (Sydney, n. 1981)
- Michael Bella, ex calciatore tedesco (Duisburg, n. 1945)
- Mickey Bennett, ex calciatore inglese (Camberwell, n. 1969)
- Michael Binns, calciatore giamaicano (n. 1988)
- Michael Blauensteiner, calciatore austriaco (Vienna, n. 1995)
- Micky Block, calciatore inglese (Ipswich, n. 1940 - Londra, † 2019)
- Mike Bookie, calciatore statunitense (Pittsburgh, n. 1904 - Camp Eglin, † 1944)
- Michael Boso, calciatore salomonese (n. 1991)
- Michael Boulding, ex calciatore inglese (Sheffield, n. 1976)
- Michael Boxall, calciatore neozelandese (Auckland, n. 1988)
- Michael Brandner, calciatore austriaco (Salisburgo, n. 1995)
- Michael Breij, calciatore olandese (Amsterdam, n. 1997)
- Michael Bridges, ex calciatore inglese (North Shields, n. 1978)
- Michael Brouwer, calciatore olandese (Apeldoorn, n. 1993)
- Michael Falkesgaard, calciatore danese (Kastrup, n. 1991)
- Michael Omosanya, calciatore lussemburghese (Lussemburgo, n. 1999)

## C(11)
- Michael Carcelén, calciatore ecuadoriano (Ibarra, n. 1997)
- Michael Chacón, calciatore olandese (Palmira, n. 1994)
- Mick Channon, ex calciatore inglese (Orcheston, n. 1948)
- Michael Cheukoua, calciatore camerunese (n. 1997)
- Michael Christensen, ex calciatore danese (n. 1983)
- Michael Cia, calciatore italiano (Bolzano, n. 1988)
- Michael Contreras, calciatore cileno (Iquique, n. 1993)
- Michael Cooper, calciatore inglese (Exeter, n. 1999)
- Michael Covea, calciatore venezuelano (Caracas, n. 1993)
- Michael Curcija, ex calciatore australiano (Adelaide, n. 1977)
- Michael Cutajar, ex calciatore maltese (n. 1971)

## D(9)
- Michael Richard Dawson, ex calciatore inglese (Northallerton, n. 1983)
- Michael Richard Delgado de Oliveira, calciatore brasiliano (Poxoréu, n. 1996)
- Michael Delura, ex calciatore tedesco (Gelsenkirchen, n. 1985)
- Michael Devlin, calciatore scozzese (Motherwell, n. 1993)
- Michael Dingsdag, ex calciatore olandese (Amsterdam, n. 1982)
- Michael Doughty, ex calciatore gallese (Londra, n. 1992)
- Michael Duberry, ex calciatore inglese (Enfield Town, n. 1975)
- Michael Duffy, calciatore nordirlandese (Derry, n. 1994)
- Michael Simões Domingues, calciatore svizzero (Yverdon, n. 1991)

## E(7)
- Michael Edwards, ex calciatore trinidadiano (n. 1977)
- Michael Eneramo, ex calciatore nigeriano (Kaduna, n. 1985)
- Michael Esser, calciatore tedesco (Castrop-Rauxel, n. 1987)
- Michael Estrada, calciatore ecuadoriano (Guayaquil, n. 1996)
- Mickey Evans, ex calciatore irlandese (Plymouth, n. 1973)
- Michael Haukås, ex calciatore norvegese (Haugesund, n. 1986)
- Michael Tørnes, ex calciatore danese (Herlev, n. 1986)

## F(13)
- Michael Fabbro, calciatore italiano (San Daniele del Friuli, n. 1996)
- Michael Faber, calciatore tedesco orientale (n. 1939 - † 1993)
- Michael Farfán, ex calciatore statunitense (San Diego, n. 1988)
- Micky Fenton, calciatore inglese (Stockton-on-Tees, n. 1913 - Stockton-on-Tees, † 2003)
- Nicolás Ferreira, calciatore uruguaiano (Montevideo, n. 2002)
- Michael James Fitzgerald, calciatore neozelandese (Tokoroa, n. 1988)
- Michael Forbes, calciatore nordirlandese (Ardboe, n. 2004)
- Michael Foster, calciatore papuano (n. 1985)
- Michael Franks, ex calciatore canadese (Edmonton, n. 1977)
- Michael Fraser, ex calciatore scozzese (Drumnadrochit, n. 1983)
- Michael Frey, calciatore svizzero (Münsingen, n. 1994)
- Michael Fucito, ex calciatore statunitense (Concord, n. 1986)
- Michael Fuentes, calciatore cileno (Iquique, n. 1998)

## G(15)
- Michael Galea, ex calciatore maltese (Triq Scicluna, n. 1979)
- Michael Gardawski, calciatore tedesco (Colonia, n. 1990)
- Michael Gardyne, calciatore scozzese (Dundee, n. 1986)
- Johnny Giles, ex calciatore e allenatore di calcio irlandese (Dublino, n. 1940)
- Michael Girasole, ex calciatore italiano (Vimercate, n. 1989)
- Michael Glowatzky, ex calciatore tedesco orientale (n. 1960)
- Michaël Goossens, ex calciatore belga (Ougrée, n. 1973)
- Michael Gravgaard, ex calciatore danese (Randers, n. 1978)
- Michael Gray, ex calciatore inglese (Sunderland, n. 1974)
- Michael Gregoritsch, calciatore austriaco (Graz, n. 1994)
- Michael Grixti, ex calciatore maltese (n. 1965)
- Michael Guevara, calciatore peruviano (Lima, n. 1984)
- Michael Gómez, calciatore colombiano (Barrancabermeja, n. 1997)
- Michael Görlitz, calciatore tedesco (Norimberga, n. 1987)
- Michael Gonçalves Pinto, calciatore portoghese (Diekirch, n. 1993)

## H(17)
- Michael Hansson, ex calciatore svedese (Malmö, n. 1972)
- Michael Harrington, ex calciatore statunitense (Greenville, n. 1986)
- Michael Hartmann, ex calciatore tedesco (Hennigsdorf, n. 1974)
- Michael Hatz, ex calciatore austriaco (Vienna, n. 1970)
- Michael Haynes, calciatore anglo-verginiano (n. 1982)
- Michael Hector, calciatore giamaicano (Londra, n. 1992)
- Michael Hefele, ex calciatore tedesco (Pfaffenhofen an der Ilm, n. 1990)
- Michael Heinloth, ex calciatore tedesco (Roth, n. 1992)
- Michael Helegbe, ex calciatore ghanese (Accra, n. 1985)
- Michael Henry, calciatore montserratiano (n. 1986)
- Mike Hewitt, ex calciatore scozzese (Dundee, n. 1944)
- Michael Higdon, ex calciatore inglese (Liverpool, n. 1983)
- Mike Hooper, ex calciatore britannico (Bristol, n. 1964)
- Micky Horswill, ex calciatore inglese (Annfield Plain, n. 1953)
- Michael Horvath, ex calciatore austriaco (Oberwart, n. 1982)
- Michael Hoyos, calciatore argentino (Fountain Valley, n. 1991)
- Michael Huber, calciatore austriaco (Oberwart, n. 1990)

## I(2)
- Michael Ihiekwe, calciatore inglese (Liverpool, n. 1992)
- Mike Ivanow, ex calciatore statunitense (Shanghai, n. 1948)

## J(5)
- Michael Jacobs, calciatore inglese (Rothwell, n. 1991)
- Michael Jakobsen, calciatore danese (Copenaghen, n. 1986)
- Michael Johnson, ex calciatore inglese (Urmston, n. 1988)
- Michael Johnson, calciatore britannico (n. 1990)
- Michael Johnston, calciatore irlandese (Glasgow, n. 1999)

## K(15)
- Michael Jamtfall, calciatore norvegese (Trondheim, n. 1987)
- Michael Kayode, calciatore italiano (Borgomanero, n. 2004)
- Michael Keane, calciatore inglese (Stockport, n. 1993)
- Michael Kedman, calciatore trinidadiano (Londra, n. 1996)
- Michael Kempter, calciatore svizzero (Schlieren, n. 1995)
- Mick Kennedy, calciatore inglese (Salford, n. 1961 - † 2019)
- Michael Kightly, ex calciatore inglese (Basildon, n. 1986)
- Michael Klauß, calciatore tedesco (Sindelfingen, n. 1987)
- Michael Klein, calciatore rumeno (Amnaș, n. 1959 - Krefeld, † 1993)
- Michael Klein, ex calciatore tedesco (n. 1965)
- Michael Klinkert, ex calciatore tedesco (Saarbrücken, n. 1968)
- Michael Klukowski, ex calciatore polacco (Amstetten, n. 1981)
- Michael Konsel, ex calciatore austriaco (Vienna, n. 1962)
- Michael Krohn-Dehli, ex calciatore danese (Copenaghen, n. 1983)
- Michael Kümmerle, ex calciatore tedesco (Leonberg, n. 1979)

## L(14)
- Michael Lahoud, ex calciatore sierraleonese (Freetown, n. 1986)
- Michael Lamey, ex calciatore olandese (Amsterdam, n. 1979)
- Michael Lang, ex calciatore svizzero (San Gallo, n. 1991)
- Michael Langer, calciatore austriaco (Bregenz, n. 1985)
- Michael Larsen, ex calciatore danese (Odense, n. 1969)
- Michael de Leeuw, calciatore olandese (Goirle, n. 1986)
- Michael John Lema, calciatore tanzaniano (Itigi Mjini, n. 1999)
- Michael Lercher, calciatore austriaco (n. 1996)
- Michael Liendl, ex calciatore austriaco (Graz, n. 1985)
- Michael Lilander, calciatore estone (Tallinn, n. 1997)
- Michael Lohai, calciatore papuano (n. 1977)
- Michael Lumb, calciatore danese (Aarhus, n. 1988)
- Michael López, calciatore argentino (Buenos Aires, n. 1997)
- Michael Lüftner, ex calciatore ceco (n. 1994)

## M(17)
- Michael Mancienne, ex calciatore inglese (Londra, n. 1988)
- Michael Manniche, ex calciatore danese (Copenaghen, n. 1959)
- Michael Mark, calciatore grenadino (n. 1986)
- Michael Marrone, calciatore australiano (Adelaide, n. 1987)
- Michael Martin, calciatore tedesco (Crailsheim, n. 2000)
- Dax McCarty, calciatore statunitense (Winter Park, n. 1987)
- Michael McGlinchey, calciatore neozelandese (Wellington, n. 1987)
- Michael McGovern, ex calciatore nordirlandese (Enniskillen, n. 1984)
- Michael McIndoe, ex calciatore scozzese (Edimburgo, n. 1979)
- Michael McNeil, ex calciatore inglese (Middlesbrough, n. 1940)
- Michael, ex calciatore brasiliano (São Caetano do Sul, n. 1983)
- Michael Folorunsho, calciatore italiano (Roma, n. 1998)
- Michael Mifsud, ex calciatore maltese (Pietà, n. 1981)
- Michael Mogaladi, ex calciatore botswano (n. 1982)
- Michael Mols, ex calciatore olandese (Amsterdam, n. 1970)
- Michael Morrison, calciatore inglese (Bury St Edmunds, n. 1988)
- Michael Murillo, calciatore panamense (Panama, n. 1996)

## N(7)
- Michael Nanchoff, ex calciatore statunitense (North Royalton, n. 1988)
- Michael Ngadeu-Ngadjui, calciatore camerunese (Bafang, n. 1990)
- Michael Ngoo, calciatore inglese (Walthamstow, n. 1992)
- Michael Mio Nielsen, ex calciatore danese (n. 1965)
- Michael Noack, ex calciatore tedesco orientale (n. 1955)
- Michael Noonan, calciatore irlandese (Dublino, n. 2008)
- Michael Novak, calciatore austriaco (Sankt Veit an der Glan, n. 1990)

## O(20)
- Michael O'Keeffe, calciatore neozelandese (Blenheim, n. 1990)
- Michael O'Connor, ex calciatore nordirlandese (Belfast, n. 1987)
- Michael Francis O'Halloran, calciatore scozzese (Glasgow, n. 1991)
- Michael Obafemi, calciatore irlandese (Dublino, n. 2000)
- Mike Obiku, ex calciatore nigeriano (Warri, n. 1968)
- Ovella Ochieng, calciatore keniota (n. 1999)
- Michael Odibe, calciatore nigeriano (Lagos, n. 1988)
- Michael Ohana, calciatore israeliano (Gerusalemme, n. 1995)
- Michael Uchebo, ex calciatore nigeriano (Enugu, n. 1990)
- Michael Olaitan, ex calciatore nigeriano (Jos, n. 1993)
- Michael Olakigbe, calciatore inglese (Lambeth, n. 2004)
- Michael Olise, calciatore francese (Londra, n. 2001)
- Michael Olunga, calciatore keniota (Nairobi, n. 1994)
- Michael Omoh, calciatore nigeriano (Warri, n. 1991)
- Michael Onyemachara, ex calciatore e ex giocatore di calcio a 5 nigeriano (n. 1970)
- Michael Opoku, calciatore danese (Copenaghen, n. 2005)
- Mike Origi, ex calciatore keniota (Murang'a, n. 1967)
- Michael Orozco, ex calciatore statunitense (Orange, n. 1986)
- Michael Ortega, calciatore colombiano (Palmar de Varela, n. 1991)
- Michael Owen, ex calciatore inglese (Chester, n. 1979)

## P(13)
- Michael Parensen, ex calciatore tedesco (Bad Driburg, n. 1986)
- Michael Parkhurst, ex calciatore statunitense (Providence, n. 1984)
- Michael Pavlović, calciatore sloveno (Novo Mesto, n. 2001)
- Mike Pejic, ex calciatore inglese (Staffordshire, n. 1950)
- Michael Perelló, calciatore honduregno (San Pedro Sula, n. 1998)
- Michael Perlak, calciatore austriaco (n. 1985)
- Michael Petkovic, ex calciatore australiano (Fremantle, n. 1976)
- Michael Petrasso, calciatore canadese (Toronto, n. 1995)
- Leonel Pierce, calciatore argentino (Chacabuco, n. 1993)
- Mike Pinner, calciatore inglese (Boston, n. 1934 - † 2023)
- Mike Pollitt, ex calciatore britannico (Farnworth, n. 1972)
- Michael Præst, ex calciatore danese (Garðabær, n. 1986)
- Michael Pérez, calciatore messicano (Zapopan, n. 1993)

## Q(2)
- Micky Quinn, ex calciatore inglese (Liverpool, n. 1962)
- Michael Quiñónez, calciatore ecuadoriano (Santo Domingo, n. 1984)

## R(15)
- Michael Rabušic, calciatore ceco (Náměšť nad Oslavou, n. 1989)
- Mike Randolph, ex calciatore statunitense (Chino Hills, n. 1985)
- Michael Rangel, calciatore colombiano (Floridablanca, n. 1991)
- Michael Ratajczak, ex calciatore tedesco (Herne, n. 1982)
- Michael Reda, ex calciatore libanese (Melbourne, n. 1972)
- Michael Rensing, ex calciatore tedesco (Lingen, n. 1984)
- Amir Richardson, calciatore marocchino (Nizza, n. 2002)
- Michael Ricketts, ex calciatore inglese (Birmingham, n. 1978)
- Michael Robinson, calciatore irlandese (Leicester, n. 1958 - Madrid, † 2020)
- Michael Rodríguez, ex calciatore costaricano (Cacao, n. 1981)
- Michael Rohde, calciatore danese (Copenaghen, n. 1884 - Copenaghen, † 1979)
- Michael Røn, calciatore norvegese (Århus, n. 1984)
- Michael Rose, calciatore scozzese (Aberdeen, n. 1995)
- Michael Rummenigge, ex calciatore tedesco (Lippstadt, n. 1964)
- Michael Ríos, calciatore cileno (Santiago del Cile, n. 1985)

## S(34)
- Michael Vinícius Silva de Morais, calciatore brasiliano (São Francisco de Sales, n. 1993)
- Michael Salazar, calciatore statunitense (New York, n. 1992)
- Michael Sambataro, calciatore dominicano (Buenos Aires, n. 2002)
- Michael Santos, calciatore uruguaiano (Montevideo, n. 1993)
- Michael Schimpelsberger, calciatore austriaco (Linz, n. 1991)
- Michael Schröder, ex calciatore tedesco (n. 1959)
- Michael Schulz, ex calciatore tedesco (Witten, n. 1961)
- Michael Schulze, ex calciatore tedesco (Gottinga, n. 1989)
- Mike Seamon, ex calciatore statunitense (Rahway, n. 1988)
- Michael Siegfried, ex calciatore svizzero (n. 1988)
- Miki Siroshtein, calciatore israeliano (Ra'anana, n. 1989)
- Mike Small, ex calciatore inglese (Birmingham, n. 1962)
- Michael Smith, calciatore nordirlandese (Monkstown, n. 1988)
- Michael Smith, calciatore inglese (Wallsend, n. 1991)
- Mick Smyth, ex calciatore irlandese (Dublino, n. 1940)
- Michael Sollbauer, calciatore austriaco (Sankt Veit an der Glan, n. 1990)
- Michael Soosairaj, calciatore indiano (Eraviputhenthurai, n. 1994)
- Michael Spies, ex calciatore tedesco (Stoccarda, n. 1965)
- Michael Spiteri, ex calciatore maltese (Fgura, n. 1969)
- Michael Stanislaw, calciatore austriaco (Leoben, n. 1987)
- Micky Stead, ex calciatore inglese (West Ham, n. 1957)
- Michael Stegmayer, ex calciatore tedesco (Heidenheim an der Brenz, n. 1985)
- Michael Steinwender, calciatore austriaco (Eisenstadt, n. 2000)
- Michael Stephens, ex calciatore statunitense (Hinsdale, n. 1989)
- Michael Sternkopf, ex calciatore tedesco (Karlsruhe, n. 1970)
- Gary Stevens, ex calciatore inglese (Barrow-in-Furness, n. 1963)
- Michael James Stewart, ex calciatore scozzese (Edimburgo, n. 1981)
- Michael Stocklasa, ex calciatore liechtensteinese (Triesen, n. 1980)
- Michael Strempel, calciatore tedesco orientale (Drasdo, n. 1944 - † 2018)
- Mike Summerbee, ex calciatore inglese (Preston, n. 1942)
- Michael Svensson, ex calciatore svedese (n. 1975)
- Michael Svoboda, calciatore austriaco (Vienna, n. 1998)
- Mike Sweeney, ex calciatore canadese (Duncan, n. 1959)
- Michael Sziedat, ex calciatore tedesco (n. 1952)

## T(14)
- Michael Tarnat, ex calciatore tedesco (Hilden, n. 1969)
- Michael Tawiah, ex calciatore ghanese (Accra, n. 1990)
- Michael Thomas, ex calciatore inglese (Lambeth, n. 1967)
- Michael Thurk, ex calciatore tedesco (Francoforte sul Meno, n. 1976)
- Michael Thwaite, ex calciatore australiano (Cairns, n. 1983)
- Michael Tieber, calciatore austriaco (Weiz, n. 1988)
- Michael Timisela, ex calciatore olandese (Amsterdam, n. 1986)
- Michael Tonge, ex calciatore inglese (Manchester, n. 1983)
- Mike Trebilcock, ex calciatore inglese (Gunnislake, n. 1944)
- Michael Trulsen, calciatore norvegese (Fredrikstad, n. 1989)
- Michael Tukura, ex calciatore nigeriano (Abuja, n. 1988)
- Michael Turnbull, ex calciatore australiano (Brisbane, n. 1981)
- Michael Thomas Turner, ex calciatore inglese (Lewisham, n. 1983)
- Michael Tönnies, calciatore tedesco (Essen, n. 1959 - Essen, † 2017)

## U(4)
- Michael Udebuluzor, calciatore hongkonghese (Hong Kong, n. 2004)
- Michael Ugwu, calciatore nigeriano (n. 1999)
- Michael Umaña, ex calciatore costaricano (Río Oro, n. 1982)
- Michael Utting, ex calciatore neozelandese (Wellington, n. 1970)

## V(3)
- Michael Venturi, calciatore italiano (Rimini, n. 1999)
- Michael Verrips, calciatore olandese (Velp, n. 1996)
- Michael Vesterskov, ex calciatore danese (Aalborg, n. 1959)

## W(7)
- Mickey Walsh, ex calciatore irlandese (Chorley, n. 1954)
- Michael Williams, ex calciatore montserratiano (n. 1988)
- Mike Wilson, ex calciatore neozelandese (Porirua, n. 1980)
- Mike Windischmann, ex calciatore e ex giocatore di calcio a 5 statunitense (Norimberga, n. 1965)
- Michael Woods, ex calciatore maltese (n. 1962)
- Michael Woud, calciatore neozelandese (Auckland, n. 1999)
- Mick Wright, ex calciatore inglese (Ellesmere Port, n. 1946)

## Y(1)
- Michael Yome, calciatore gibilterriano (n. 1994)

## Z(4)
- Michael Zepek, ex calciatore tedesco (Bad Friedrichshall, n. 1981)
- Michael Zetterer, calciatore tedesco (Monaco di Baviera, n. 1995)
- Michael Zorc, ex calciatore e dirigente sportivo tedesco (Dortmund, n. 1962)
- Michael Zullo, ex calciatore australiano (Brisbane, n. 1988)

## Ö(1)
- Michael Öhrman, ex calciatore svedese (n. 1971)